# Hawken
Hawken es un videojuego multijugador de combate con mechas con el formato "Free to play", desarrollado por Adhesive Games. El juego se enfoca en crear una experiencia intensa de batalla que captura el sentimiento de pilotar un mech mientras mantiene una acción de ritmo rápido y estratégico. Se ha confirmado que el juego contará con dos modos de juego únicos, así como los modos Team Deathmatch convencional y libre-para-todos. La beta abierta fue publicada en diciembre de 2012.
El 2 de enero de 2018, los desarrolladores cerraron la versión para PC del juego, continuando solo la versión para consolas.

## Argumento
Hawken es videojuego de disparos en primera persona basado en mechas. El juego tiene lugar en un planeta distópico colonizado por humanos e industrializado, a punto del colapso, en el cual la caza por los recursos se ha convertido en una batalla por sobrevivir. Para el lanzamiento se han planeado cuatro modos de juego: Team Deathmatch, Free-for-All Deathmatch, Asedio y Asalto de Misiles; Además cuenta con modos de juego cooperativos contra IA. Siete a ocho mapas han sido planeados para el lanzamiento del juego, con posibilidad de descargar contenido adicional más adelante. Hay tres tipos de mech: Clase A (livianos), Clase B (Medianos) y Clase C (Pesados), y cada uno tiene sus propias características únicas.

### El juego
El jugador asume el rol del piloto de un mecha de combate, equipado con armamento de todo tipo (Ametralladoras, lanzamisiles, armas de energía, entre otros). Al contrario que otros juegos de tirador en primera persona, las armas no requieren municiones, pero son propensas a sobrecalentarse. Esto hará que se desactiven las armas del mecha, forzando al jugador a encontrar un lugar seguro para cubrirse hasta que se enfríen. Es posible elegir armas y mejoras para todos los tipos de mecha para que coincidan con el estilo de juego o el rol a desempeñar en la partida. En combate, el jugador puede desplazarse hacia los lados, avanzar rápidamente o hacer giros de 180°, lo cual agotará la reserva de combustible rápidamente (Que se regenerará cuándo el jugador no se encuentre usándola). Las mechas también pueden ser equipadas con objetos consumibles, tales como cargas de energía, torretas y escudos que ayudarán al jugador durante la partida y se recargarán al morir y volver a aparecer.

#### Unidades de energía
Las Unidades de Energía (EU, Energy Units) son sólo usadas en el modo "Siege", donde los jugadores las recogen de las estaciones de energía para lanzar un gran acorazado. Si un mecha que lleva una EU es destruido, la energía que portaba permanece en el lugar durante un tiempo, pudiendo ser recogida por otro jugador aliado o enemigo.

### Actualidad
El juego fue abandonado por los desarrolladores durante algún tiempo por motivos de múltiples deudas (desde julio del 2014 hasta marzo del 2015 no se tuvieron noticias), incluso se habló de pérdidas millonarias ante inversiones de capital de riesgo que en su momento sirvieron para monetizar la salida del juego en fase beta. El 16 de marzo de 2015 se confirmó el resurgimiento del proyecto al ser comprado por la compañía Reloaded Games (K2 Network), propietaria del juego APB: Reloaded.
El 2 de enero de 2018, los desarrolladores cerraron la versión para PC del juego, eliminando permanentemente la posibilidad de que los jugadores continúen jugando en la plataforma de PC. El contenido DLC también se eliminó de la tienda Steam el mismo día. El juego continuará en desarrollo por Hawken Entertainment para consolas.
El 17 de mayo de 2023 una secuela titulada Hawken Reborn de 505 Games entró en el acceso anticipado de Steam.